# Sopona
Sopona (o Shapona) è il dio del vaiolo nella religione Yoruba. Il popolo Yoruba introdusse le sue tradizioni su Sopona nel Nuovo Mondo quando vi fu trasportato con la tratta degli schiavi. Fra i molti altri nomi, è noto come Babalú-Ayé, nella religione Orisha che si è sviluppata nelle Americhe.

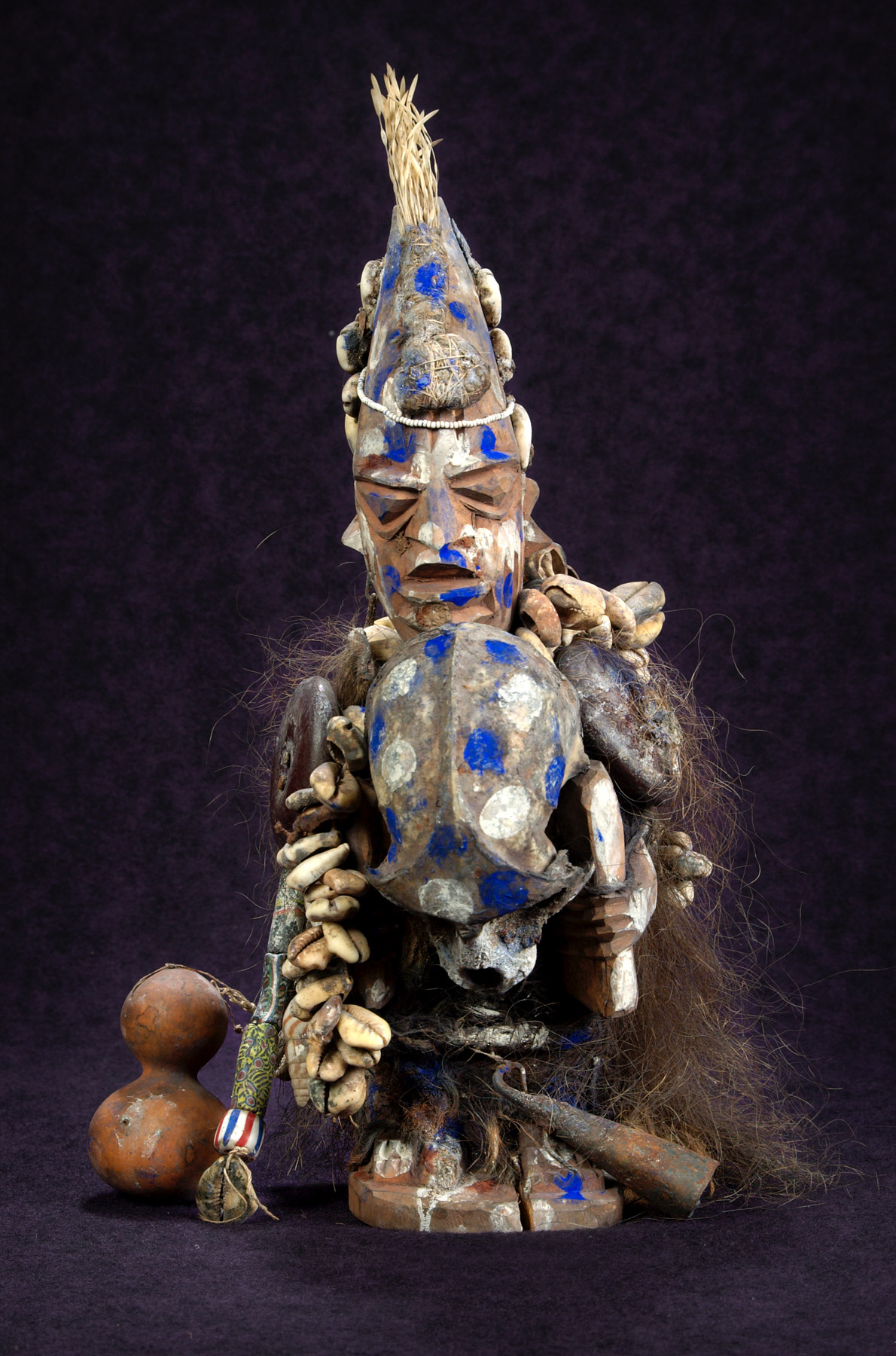
Statua di Sopona

Per la religione tradizionale del popolo Yoruba della Nigeria, il vaiolo era una malattia imposta agli umani a causa del "malcontento divino" di Sopona. Il culto ufficiale del dio del vaiolo era attentamente controllato da specifici sacerdoti responsabili dei santuari al dio. Prima dell'inizio del XX secolo, la gente di questa religione credeva che se i sacerdoti erano arrabbiati, erano in grado di causare epidemie di vaiolo attraverso la loro intima relazione con Sopona. Il nome "Sopona" (anche Shapona, Saponna, ecc.) è considerato un nome segreto e tabù, da non pronunciare ad alta voce per rispetto al potere del Signore delle malattie infettive. Per questo motivo, la divinità ha una serie di altri nomi e titoli che sono stati in uso fin dal periodo pre-moderno come, per esempio, Omolu.
Sopona è il nome tradizionale, sacro e protetto dell'Orisha popolarmente conosciuto come Babalú-Ayé o Omolu; si evita di pronunciare il suo vero nome per non invocare il potere della malattia.
Il dottor Oguntola Sapara sospettava che i sacerdoti stessero deliberatamente diffondendo la malattia, e si unì segretamente al culto. Scoprì che i sacerdoti stavano causando la malattia attraverso l'applicazione di raschiature dell'eruzione cutanea dei casi di vaiolo. Sulla base di queste informazioni, i governanti coloniali britannici vietarono il culto di Sopona nel 1907.
Il culto, tuttavia, continuò con i fedeli che rendono omaggio al dio anche dopo che tali attività sono state vietate.